# Wotum nieufności
Wotum nieufności – podjęta w specjalnym głosowaniu uchwała parlamentu w systemie rządów parlamentarno-gabinetowych, wyrażająca brak zaufania do działalności ministra albo rządu, prowadząca do ich dymisji. Jest to instrument egzekwowania odpowiedzialności politycznej ministra czy rządu.

## Procedura w Polsce
Procedura uchwalania wniosku o wotum nieufności wobec całej Rady Ministrów w Polsce:
- wniosek o uchwalenie wotum nieufności w formie pisemnej może złożyć na ręce Marszałka Sejmu grupa co najmniej 46 posłów,
- treść musi zawierać projekt uchwały zawierający wyrażenie wotum nieufności dla całej Rady Ministrów oraz imienne wskazanie kandydata na stanowisko Prezesa przyszłej Rady Ministrów – jest to tzw. konstruktywne wotum nieufności – pozwala żywić nadzieję, że decyzja o wyrażeniu wotum nieufności dla aktualnego rządu da jednocześnie początek formowaniu nowego gabinetu,
- Marszałek Sejmu ma obowiązek niezwłocznego powiadomienia Premiera i Prezydenta o wpłynięciu wniosku,
- głosowanie musi się odbyć nie wcześniej niż po upływie 7 dni od złożenia wniosku,
- uchwalenie wotum nieufności większością ustawowej liczby posłów (czyli 231).

Konsekwencją uchwalenia takiego wniosku Radzie Ministrów jest obowiązek Premiera do złożenia dymisji Rady Ministrów na ręce Prezydenta RP, który to jest zobowiązany do przyjęcia dymisji i powierzenia Radzie Ministrów dalszego pełnienia funkcji do czasu powołania nowej Rady Ministrów.
Procedura uchwalania wniosku o wotum nieufności wobec członka rządu (nie dotyczy Premiera) w Polsce:
- wniosek o uchwalenie wotum nieufności w formie pisemnej może złożyć na ręce Marszałka Sejmu grupa co najmniej 69 posłów,
- treść musi zawierać projekt uchwały zawierający wyrażenie wotum nieufności dla imiennie wskazanego członka Rady Ministrów,
- wniosek podlega zaopiniowaniu przez właściwą komisję sejmową,
- Marszałek Sejmu ma obowiązek niezwłocznego powiadomienia Premiera i Prezydenta o wpłynięciu wniosku,
- głosowanie musi się odbyć nie wcześniej niż po upływie 7 dni od złożenia wniosku,
- uchwalenie wotum nieufności większością ustawowej liczby posłów (czyli 231).

Konsekwencją uchwalenia takiego wniosku jest odwołanie określonego członka Rady Ministrów przez Prezydenta.
W obu przypadkach istnieje zakaz zgłaszania wniosku o wyrażenie wotum nieufności w ciągu 3 miesięcy od dnia, kiedy poprzedni wniosek został złożony na ręce Marszałka Sejmu, chyba że wniosek taki poprze grupa minimum 115 posłów.